# Józef Ciemnołoński
Józef Ciemnołoński (ur. 26 listopada 1887 w Kownie, zm. 6 maja 1937 we Lwowie) – polski inżynier rolnictwa, porucznik piechoty Wojska Polskiego.

## Życiorys
Urodził się 26 listopada 1887. Absolwent szkoły średniej w Niżnym Nowogrodzie. W trakcie I wojny światowej wstąpił do I Korpusu Polskiego w Rosji. Następnie służył w Dywizji Strzelców Polskich, wraz z którą powrócił w 1919 do Polski. Po odzyskaniu przez Polskę niepodległości został przyjęty do Wojska Polskiego. Brał udział w wojnie polsko-bolszewickiej w szeregach 14 pułku Ułanów Jazłowieckich. Został awansowany do stopnia porucznika rezerwy piechoty ze starszeństwem z dniem 1 czerwca 1919. W 1921 został przeniesiony do rezerwy. W 1923, 1924 jako oficer rezerwowy był przydzielony do 42 pułku piechoty w garnizonie Białystok. W 1934 jako rezerwy był przydzielony do Oficerskiej Kadry Okręgowej nr III jako oficer reklamowany na 12 miesięcy i pozostawał wówczas w ewidencji Powiatowej Komendy Uzupełnień Białystok.
W II Rzeczypospolitej podjął na Akademii Rolniczej w Dublanach przerwane studia rolnictwa, które ukończył w 1927 z tytułem inżyniera rolnictwa. Odbył praktyki za granicą. Jego specjalizacją była trzoda chlewna i w szczególności produkcja i zbyt bekonów. Od 1933 sprawował stanowisko dyrektora Lwowskiej Izby Rolniczej.
Zmarł 6 maja 1937 we Lwowie i został pochowany w tym mieście 8 maja 1937.

## Publikacje
- Produkcja bekonów w Szwecji
- Stan hodowli trzody chlewnej na obszarze Rzeczypospolitej Polskiej
- Tucz bekonowy

## Ordery i odznaczenia
- Krzyż Niepodległości (16 marca 1933)[7]
- Krzyż Walecznych (trzykrotnie)
- Złoty Krzyż Zasługi (11 listopada 1936)[8][9]